# Байкібашевська сільська рада
Байкіба́шевська сільська рада (рос. Байкибашевский сельский совет) — муніципальне утворення у складі Караідельського району Башкортостану, Росія. Адміністративний центр — село Байкібашево.

## Населення
Населення — 1490 осіб (2019, 1755 в 2010, 2111 в 2002).

## Склад
До складу поселення входять такі населені пункти:
| Населений пункт         | Населення, осіб (2002) | Населення, осіб (2010) |
| ----------------------- | ---------------------- | ---------------------- |
| Амінево, присілок       | 125                    | 100                    |
| Аскіш, присілок         | 75                     | 64                     |
| Базілевський, присілок  | 58                     | 47                     |
| Байкібашево, село       | 1297                   | 1133                   |
| Байкі-Юнусово, присілок | 556                    | 411                    |